# Газиместан
Газиместан (серб. Газиместан, алб. Gazimestani) — название памятника, посвящённого битве на Косовом поле. Расположен в 6—7 километрах на северо-восток от действительного места битвы, известного как Косово поле, в 5 километрах на северо-запад от Приштины, рядом с автомагистралью Приштина—Косовска-Митровица. На памятнике написан текст Косовской клятвы, данной князем Лазарем перед битвой.

## История
15 июня 1389 года войска Османской империи в своём завоевании Балкан сошлись с войском сербского альянса, в которое кроме сербов входили войска Боснии, 
албанцев, венгров и валахов. Сербскими войсками командовал князь Лазарь, турецкими — султан Мурад I.
Количество воинов точно не известно, по одним данным у султана было 30 тыс. человек, а у сербов 15-20, по другим до 300 и 80 тыс. соответственно. Известно, что войска султана превосходили сербов численно в 1,5—3 раза. В начале боя султан был убит. По некоторым данным, его убил серб Милош Обилич, который, выдав себя за перебежчика, проник в шатёр султана и заколол того ножом. Однако сразу после гибели султана турецкое войско возглавил его сын Баязид. Армия сербов была разбита, Лазарь схвачен и казнён, а дочь Лазаря Оливера отправлена в гарем султана. Сербы были вынуждены платить дань туркам и поставлять войско в османскую армию.
После битвы на Косовом поле Сербия превратилась в вассала Оттоманской империи, а в 1459 году была включена в её состав.
Эта первая битва и сейчас играет значительную роль в сербском фольклоре, Лазарь и Милош Обилич почитаются как святые Сербской православной церковью.

## Современность
В 600-летнюю годовщину битвы (28 июня 1989 года) Слободан Милошевич, будучи Председателем Президиума Социалистической Республики Сербии и фактически, главой Сербии, произнёс у монумента Газиместан юбилейную речь. Речь была произнесена перед множеством собравшихся на фоне нарастания этнической напряжённости между сербами и албанцами в Косове и роста политической напряжённости между Сербией и другими республиками, входившими в состав СФРЮ. Речь получила известность из-за упоминания Милошевичем возможности «вооруженных сражений» в будущем ради национального возрождения Сербии. Многие комментаторы назвали речь провозвестником краха Югославии и кровопролитных югославских войн. Позднее Милошевич утверждал, что его неправильно поняли.